# 856

## Decese
- 4 februarie: Rabanus Maurus  (n. ?)
- dată necunoscută: Petru de Salerno  (n. ?)